# Meteoroid

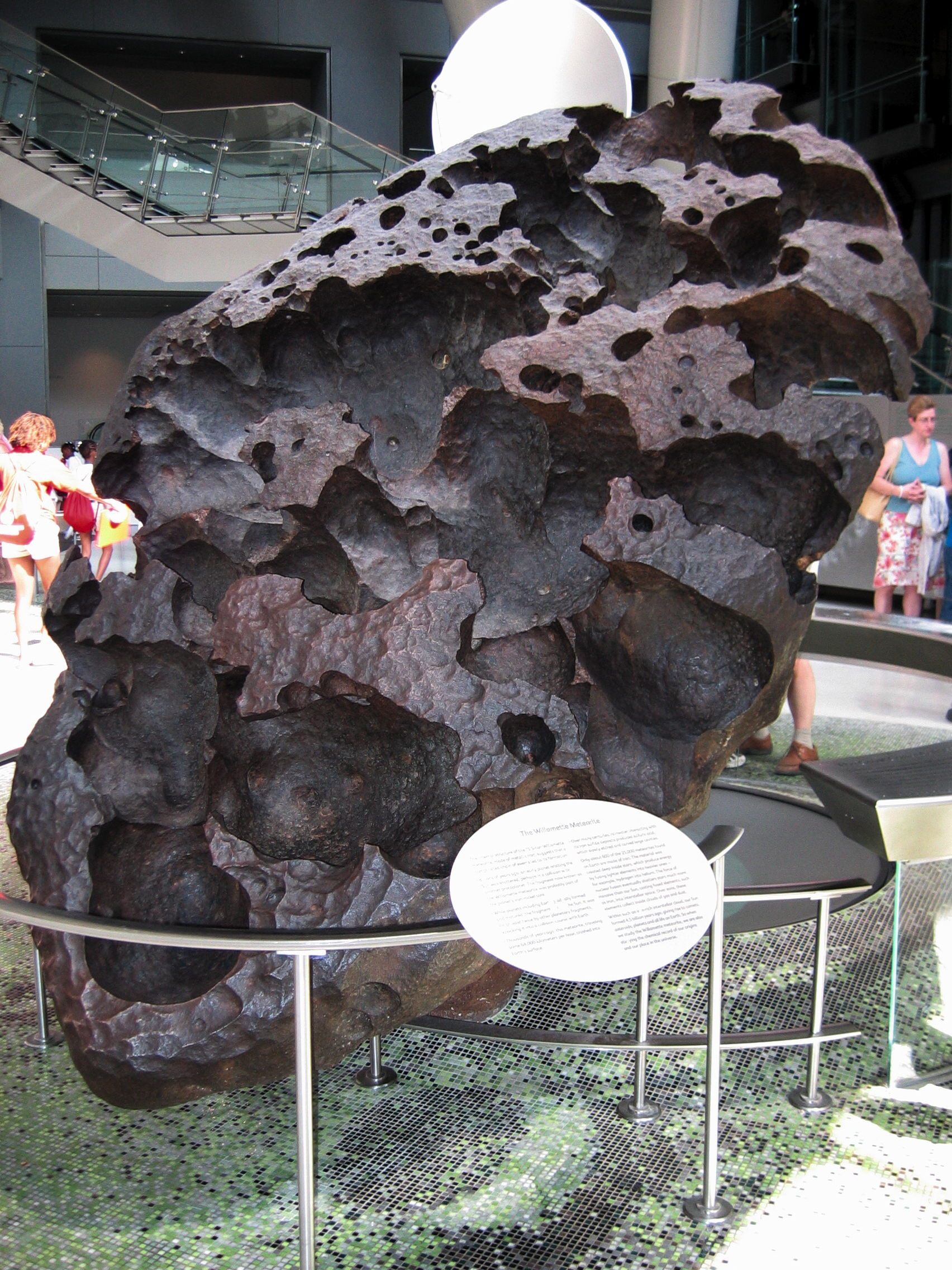
En meteoroid som har tagit sig igenom jordens atmosfär och landat på marken kallas meteorit, som denna, Willamette-meteoriten.

En meteoroid (eller meteorid) är ett litet interplanetärt objekt av sandkorns- till klippblocksstorlek. 
Det synliga ljusspår som uppstår när en meteoroid passerar genom en atmosfär, och på grund av friktionen upphettas så att den lyser, kallas meteor (i vardagligt tal "stjärnfall"). Storleksmässigt finns ingen allmänt accepterad definition av en meteoroid, men den är större än interplanetariskt stoft och mindre än en asteroid. Brittiska Royal Astronomical Society använder gränserna 100 µm och 10 m i diameter. Många meteoroider är delar av en större ström, oftast med ursprung hos en komet, vilka kan ge upphov till meteorregn när strömmen korsar jordens bana. Andra meteoroider är helt sporadiskt spridda.
Meteoroiders beståndsdelar kan avgöras när de passerar jordens atmosfär genom att undersöka ljusspektrat hos de resulterande meteorerna. Deras påverkan på radiosignaler ger också information, vilket är speciellt användbart dagtid när det annars är svårt att observera meteoroider. Mätningar har visat att meteorer kan vara snöbollsliknande objekt med en densitet bara en tredjedel av vattenis, medan andra nickel- och järnrika meteoroider har hög densitet. En relativt liten andel meteoroider träffar jordens atmosfär vid en mycket flack vinkel och passerar ut i rymden igen vilket kan ge upphov till en spektakulär eldboll som färdas över himlen.